# أليسا تاكيكاوا
أليسا تاكيكاوا (باليابانية: 瀧川ありさ) هي مغنية مؤلفة ومغنية يابانية، ولدت في 8 مايو 1991 في طوكيو في اليابان.

## وصلات خارجية
- الموقع الرسمي
- أليسا تاكيكاوا على موقع ميوزك برينز (الإنجليزية)
- أليسا تاكيكاوا على موقع أول ميوزيك (الإنجليزية)
- أليسا تاكيكاوا على موقع ديسكوغز (الإنجليزية)
- أليسا تاكيكاوا على موقع ANN person (الإنجليزية)